# Margarethe Siems
Margarethe Siems (ur. 30 grudnia 1879 we Wrocławiu, zm. 13 kwietnia 1952 w Dreźnie) – niemiecka śpiewaczka operowa, sopran.

## Życiorys
Studiowała w Dreźnie u Aglai Orgeni, a następnie w Mediolanie u Mattii Battistiniego. Zadebiutowała na scenie w 1902 roku w Neues Deutsches Theater w Pradze, z którym następnie była związana do 1908 roku. W latach 1908–1920 była sopranistką opery w Dreźnie. Wykonała tam partie Chryzotemis w prapremierze Elektry Richarda Straussa (1909) i Marszałkowej w prapremierze Kawalera srebrnej róży (1911). Strauss powierzył jej również rolę Zerbinetty w prapremierowym przedstawieniu Ariadny na Naksos w Stuttgarcie w 1912 roku. Przed 1914 roku gościnnie śpiewała w Londynie, Berlinie, Petersburgu i Amsterdamie. Po I wojnie światowej wycofała się ze sceny, po raz ostatni wystąpiła w operze we Wrocławiu w 1926 roku.
W latach 1920–1926 uczyła śpiewu w konserwatorium w Berlinie, następnie wykładała w konserwatoriach w Dreźnie i Wrocławiu. 
Zastrzegła sobie przy tym, że nie ma obowiązku wstąpienia do NSDAP. 

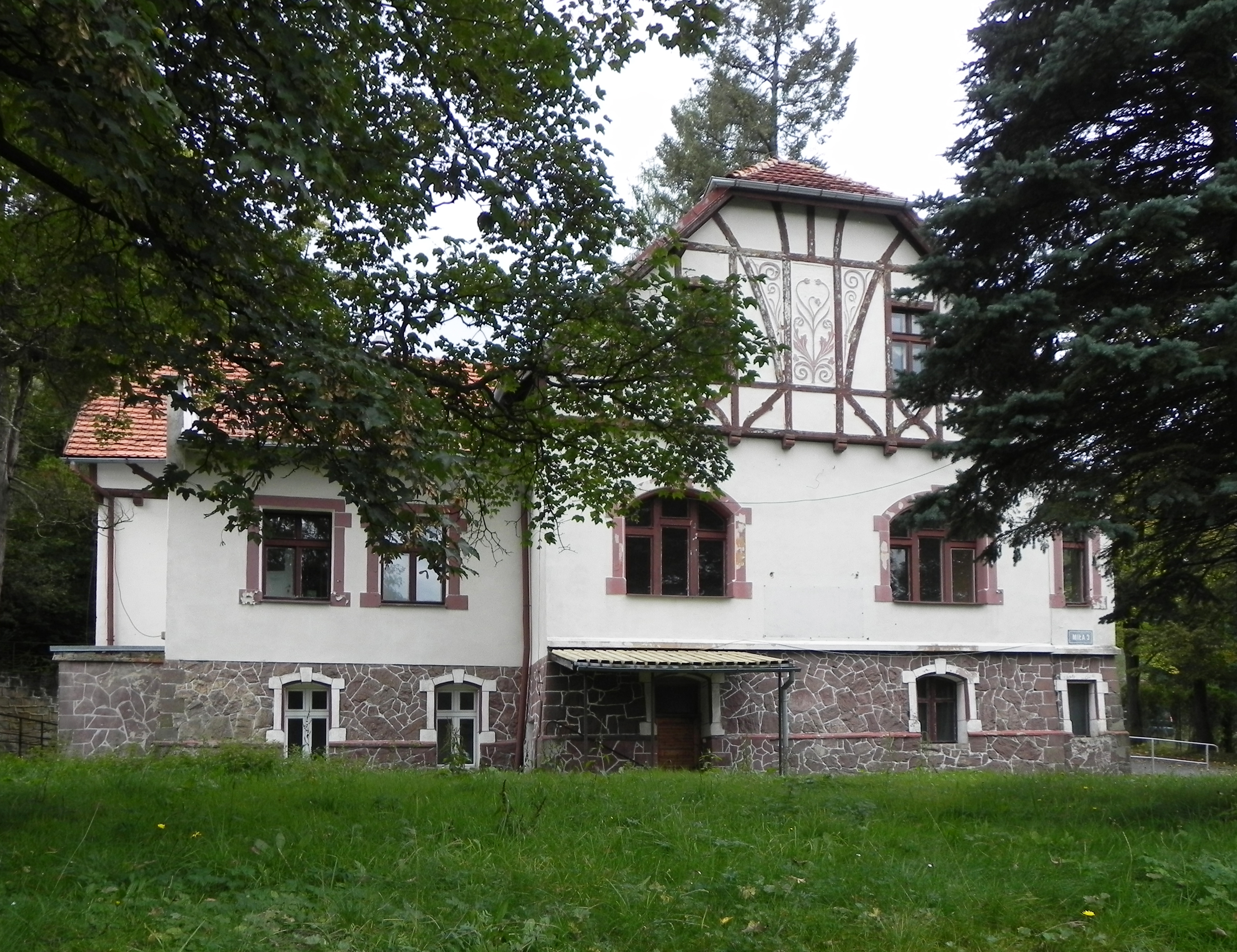
Dom Margarethe Siems w Lądku-Zdroju, 2013

Zamieszkała w Lądku-Zdroju, gdzie kupiła wiejski dom przy dzisiejszej ul. Miłej 3. Wysiedlona po II wojnie światowej 27 października 1946, trafiła do Drezna. Zmuszona biedą, ponownie uczyła w konserwatorium drezdeńskim.